# Jagaravalli, Hassan
Jagaravalli là một làng thuộc tehsil Hassan, huyện Hassan, bang Karnataka, Ấn Độ.